# Enfermedad de almacenamiento de glucógeno tipo I
La enfermedad de almacenamiento de glucógeno tipo I o  enfermedad de Von Gierke o glucogenosis tipo I (GSD-I) es una enfermedad metabólica poco frecuente, hereditaria autosómica recesiva, provocada por una acumulación anormal de glucógeno. La deficiencia de la glucosa-6-fosfatasa (G-6-fosfatasa), que es la enzima que interviene en el último paso en la producción de glucosa a partir de las reservas de glucógeno hepático y de la gluconeogénesis, causa una grave hipoglucemia. Fue diagnosticada por primera vez en 1928 por Simon van Creveld y estudiada histológicamente por Edgar von Gierke en 1929.

## Epidemiología

La enfermedad de Von Gierke tiene un patrón de herencia autosómica recesiva.

Se estima que la incidencia es del orden de 1/100 000 nacimientos y se transmite de forma autosómica recesiva. La herencia de enfermedades genéticas se describe tanto por el tipo de cromosoma en que se encuentra el gen anormal, como por el hecho de que el mismo gen sea dominante o recesivo. Si es dominante, el gen anormal de uno de los padres es suficiente para provocar la enfermedad y, si es recesivo, es necesario que ambos genes sean anormales para que se produzca la enfermedad. Por tanto, la GSD-I está presente tanto en hombres como en mujeres y es necesario que ambos padres transmitan el gen mutado para que ésta se manifieste. Estadísticamente, si ambos padres son portadores del gen mutado, cada uno de sus hijos tiene el 25 % de probabilidad de heredar la enfermedad, el 25 % de ellos de ser sanos y el 50 % de ser portadores.

## Causas
En esta forma de glucogenosis, el principal defecto es que el paciente tiene una deficiencia en el enzima glucosa 6-fosfatasa y no puede convertir el glucógeno en glucosa libre (sustancia de la que el organismo obtiene la energía). El principal problema son los bajos niveles de azúcar en la sangre. Algunos pacientes, por ejemplo: niños; tienen serias hipoglicemias. La enzima es escasa en el hígado, riñones e intestino delgado, donde funciona y abunda normalmente. El problema metabólico está centrado en el hígado.
El hígado normalmente almacena glucosa como glucógeno (usualmente hasta 5 g de glucógeno cada 100 g de tejido hepático). Normalmente, cuando el azúcar en sangre disminuye, este glucógeno se convierte en glucosa libre conservando el nivel de azúcar normal en sangre (glicemia).
Como los pacientes con GSD-I pueden almacenar glucosa como glucógeno pero no pueden liberarlo normalmente, con el tiempo se acumulan grandes cantidades de glucógeno en el hígado. Ciertas hormonas, particularmente el glucagón, se incrementan en el cuerpo intentando hacer crecer el nivel de azúcar en la sangre pero eso resulta imposible.  También se incrementa considerablemente el ácido láctico (intenta romper el glucógeno en glucosa) y las grasas en la sangre. Las grasas están movilizadas y se almacenan en el hígado con el glucógeno, esto conduce a agrandar el hígado (hepatomegalia). Por lo demás, el hígado funciona con normalidad. Los depósitos de grasa pueden ocurrir en el corazón —enfermedad de Pompe— y en los músculos esqueléticos—enfermedad de McArdle.

## Clasificación
Dentro de la GSD-I se han identificado en un principio dos subtipos, el GSD-Ia y el GSD-Ib. El tipo Ia se debe a una deficiencia de actividad de G-6-fosfatasa hepática y renal. Por otra parte, se han descrito una serie de pacientes con características clínicas relativamente indistinguibles de las GSD-I, pero con niveles normales de actividad hepática de G-6-fosfatasa. Se ha demostrado una deficiencia del transporte de la glucosa-6-fosfato en pacientes clasificados como GSD-Ib o pseudotipo I. Más tarde, se han descrito otros dos tipos más raros (Ic y Id) que presentan algún déficit suplementario. 
Las diferencias entre el tipo Ia y el Ib no son significativas, con la particularidad de que los afectados por el tipo Ib presentan infecciones bacterianas recurrentes (en vías respiratorias altas e intestino) y neutropenia (niveles anormalmente bajos de neutrófilos, un tipo de células blancas de la sangre). También pueden desarrollar pancreatitis crónica e inflamación crónica del intestino.
La enfermedad de Von Gierke o glucogenosis tipo I, puede incluirse en cualquiera de las siguientes categorías:
- Glucogenosis
- Errores innatos del metabolismo
- Enfermedades de depósito de glucógeno
- Enfermedades genéticas
- Enfermedades raras.

## Cuadro clínico
La enfermedad puede manifestarse en los primeros meses de vida, o bien, en los casos menos graves, hacia finales del primer año. Los recién nacidos pueden presentar hepatomegalia, insuficiencia respiratoria, cetoacidosis y convulsiones hipoglucémicas.

### En la niñez
- Hipoglucemia: niveles de azúcar en la sangre muy bajos.
- No respuesta a la prueba de glucagón o adrenalina: Se incrementa el ácido láctico en sangre en lugar de los niveles de azúcar.
- Hepatomegalia: agrandamiento del hígado.
- Aspecto de “muñeca”: mejillas hinchadas, extremidades y tórax delgados y un vientre protuberante.
- Intolerancia al ayuno, necesidad de alimentaciones frecuentes.
- Niveles altos de ácido láctico, colesterol y grasas en sangre (principalmente triglicéridos).
- Retraso en el crecimiento lineal y del desarrollo motor.
- Sangrados frecuentes y xantomas por deficiencias plaquetarias.
- Neutropenia e incremento en el riesgo de infección y úlceras en la boca o los intestinos por el mal funcionamiento de los leucocitos (en el tipo Ib).

### En la pubertad
- Retraso de la pubertad y desarrollo insuficiente.
- Nivel elevado de ácido úrico que puede provocar episodios de gota.
- Adenomas hepáticos. Si no se tratan pueden derivar en malignos.
- Cálculos renales o insuficiencia renal.
- Osteoporosis, consecuencia de un equilibrio de calcio negativo.
- Proteinuria y microalbuminuria.

### Mortalidad
Las principales causas de muerte son convulsiones hipoglucémicas y/o acidosis grave. En la GSD-Ib, las infecciones pueden ser la causa más probable de muerte. Es posible por otra parte, que se produzca hipoglucemia profunda sin síntomas clínicos. En la actualidad, este fenómeno se explica mediante la elevación de la concentración de cuerpos cetónicos en la sangre, que sustituye a la glucosa como fuente de energía para el cerebro. La mortalidad, frecuente en otras épocas, se ha tornado ahora en rara si el control metabólico es el adecuado.

## Diagnóstico
Las técnicas utilizadas para el diagnóstico prenatal de otros trastornos, como la amniocentesis y el estudio de vellosidades coriales, no sirven para detectar el déficit de la enzima Glucosa-6-fosfatasa (causa de la glucogenosis tipo I).
La hipoglucemia en ayunas con hepatomegalia, hiperlipidemia, acidosis láctica y una respuesta disminuida de la glucemia a la adrenalina y al glucagón, sugieren fuertemente el diagnóstico. La perfusión intravenosa de galactosa aumenta más el nivel de lactato en sangre que el de glucosa. El diagnóstico incluirá siempre estudios de la sangre, radiografías (hígado y riñones) y pruebas de ultrasonido de hígado.
En la actualidad se han localizado varias mutaciones genéticas que originan esta enfermedad (heterogeneidad genética), lo cual ha favorecido el estudio pre y postnatal sin tener que recurrir a técnicas invasivas como la biopsia hepática para el diagnóstico enzimático. Brody y colaboradores en 1995 identificaron el gen de la G-6-Fosfatasa en el cromosoma 17q21.
Ante la imposibilidad de realizar un estudio genético, el diagnóstico definitivo se lleva a cabo mediante la determinación de los niveles de la enzima Glucosa-6-Fosfatasa y la presencia de depósitos de glucógeno en el hígado.

## Tratamiento

### Tipo Ia y Ib
El objetivo del tratamiento consiste en reducir al mínimo la acidemia orgánica y conservar los niveles de glucemia por encima de los 70  mg/dl, evitando con ello la hipoglucemia secundaria a una ingesta insuficiente de glucosa.
En el caso de producirse convulsiones hipoglucémicas, será necesario no solo recuperar los niveles normales de azúcar en sangre, sino también, recuperar el equilibrio metabólico mediante la administración de aminoácidos por vía intravenosa. 
Se recomienda la administración de alimentos de elevado contenido en almidón separados por intervalos de 2 ½ a 3 ½ h durante el día, según la tolerancia individual de cada niño, combinándose con tratamiento con almidón de maíz o administración nocturna por sonda de preparados líquidos que contengan polímeros de glucosa. El tratamiento ha logrado mejorar la supervivencia y corregir los trastornos del crecimiento y el desarrollo. Tras el inicio del tratamiento, puede verse un brote de crecimiento de hasta 1 cm/mes durante el primer año.
La respuesta del paciente al tratamiento con administración frecuente de alimentos con alto contenido en almidón durante el día y alimentación nocturna por sonda es variable, mejorando la mayoría de los trastornos asociados a la GSD I, aunque sin corregirse la patología. Los niveles de lactato, ácido úrico y triglicéridos permanecen entre leve y moderadamente elevados en la mayoría de los pacientes.

#### Alimentación nocturna por sonda
La alimentación nocturna por sonda precisa administrar glucosa exógena a una velocidad que reduzca la necesidad hepática de producir glucosa, obviando eficazmente así la función fundamental de la G-6-Fosfatasa ausente. La mayoría de los lactantes y niños normales, produce glucosa a una velocidad de 5 a 8 mg/kg de peso corporal/minuto. El factor fundamental en el control de los niveles sanguíneos de lactato de estos pacientes puede ser el ajuste de la velocidad de alimentación para que resulte igual o ligeramente superior a la velocidad normal de producción hepática de glucosa.
La administración de glucosa a una velocidad de 8 a 9 mg/kg de peso corporal/minuto previene la hipoglucemia y reduce al mínimo la acidosis orgánica en la mayoría de los pacientes con GSD-I. Es preciso modificar la velocidad de administración de forma individualizada, revaluándola cada tres a seis meses. Toda velocidad de perfusión superior a la indicada puede producir anorexia diurna, incapacidad de consumir cantidades adecuadas de hidratos de carbono durante el día e ingesta insuficiente de proteínas. Una vez alcanzado el máximo crecimiento adulto, el paciente puede resistir períodos más prolongados sin almidón. La combinación de cierta cantidad de proteínas y polímeros de glucosa tiende a decelerar la absorción de los hidratos de carbono. 
Resulta esencial aportar el preparado mediante perfusión regular y constante empleando una bomba de perfusión con sistema de alarma que indique oclusión de la sonda o fallos de la bomba. La hipoglucemia que sigue a la interrupción de la alimentación por sonda es mucho más rápida que la que se produce después de una comida. En algunos casos de detención accidental de la perfusión los pacientes fallecieron a consecuencia de una hipoglucemia rápida y grave.
En el caso de que el niño quite la sonda durante la noche, no serían efectivas las alarmas de la bomba de perfusión, ya que no hay oclusión, y la mejor forma de evitar esto es utilizando una especie de “empapador con alarma”.
La mayoría de los niños puede aprender a introducirse su propia sonda nasogástrica por la noche sin dificultad. Es preciso instruir a padres e hijos cuidadosamente sobre el uso y cuidado de la bomba. Si el uso de la sonda nasogástrica no es viable, puede introducirse una sonda de gastrostomía. Sin embargo, con la preparación adecuada, es posible tratar a la mayoría de los pacientes mediante sonda nasogástrica.

#### Tratamiento con almidón de maíz
En niños mayores, adolescentes y adultos, puede emplearse el almidón de maíz no cocido como forma alternativa al tratamiento eficaz para pacientes con GSD-1. Se ha demostrado que la ingestión de 1,75-2,5 g de almidón de maíz por kg de peso corporal cada seis horas, que aporta 5,3-7,6 mg de glucosa por kg de peso corporal y minuto, mantiene una glucemia relativamente constante, siempre que la glucemia inicial fuese normal. El tratamiento a largo plazo con almidón de maíz ha resultado tan eficaz como la alimentación nocturna mediante sonda nasogástrica en cuanto a conservación constante de los niveles de glucemia y restitución del crecimiento normal.
Inicialmente no se recomendaba el tratamiento con almidón de maíz para los lactantes o los niños pequeños. Los niveles de amilasa pancreática propios del adulto, una de las dos enzimas necesarias para la hidrólisis del almidón, no se alcanzan hasta los dos a cuatro años.
La preparación adecuada del almidón de maíz resulta indispensable para un tratamiento adecuado. Es preciso preparar el almidón de maíz con agua a temperatura ambiente. Los efectos colaterales típicos (diarrea transitoria, distensión abdominal y meteorismo) son poco importantes y se resuelven de forma espontánea.

#### Alimentación por vía oral
El niño debe ingerir pequeñas comidas de elevado contenido en almidón cada 2 ½ a 3 ½ horas o con la frecuencia necesaria para mantener su nivel de glucemia por encima de 70 mg/dl. La primera comida del día debe producirse treinta minutos antes o inmediatamente después de que el niño interrumpa la alimentación nocturna por sonda debido al rápido desencadenamiento de hipoglucemia tras la interrupción de la alimentación intragástrica. Se administran entre cinco y seis comidas al día por vía oral, dependiendo de la duración de la pauta de alimentación por sonda y de las necesidades individuales de cada niño. La última comida debe producirse durante el período de dos o tres horas previo al inicio de la alimentación nocturna. La alimentación por vía oral aporta un 60-70 % de las kilocalorías en forma de hidratos de carbono, 25-35 % de las kilocalorías en forma de grasa y 10-15 % de kilocalorías en forma de proteínas. La fuente de carbohidratos debe ser fundamentalmente almidón. Es preciso limitar o evitar el consumo de alimentos que contienen sacarosa, galactosa y fructosa (como las frutas, el azúcar de mesa y la leche) puesto que la galactosa y la fructosa se convierten rápidamente en lactato y contribuyen poco o nada a una ingesta constante de glucosa adecuada.
Debe subrayarse la importancia de la frecuencia de alimentación y la ingestión de alimentos con elevado contenido en almidón.
La incorporación de cierta cantidad de proteínas y grasas a cada comida con elevado contenido en almidón, contribuye a prolongar el periodo de absorción de la glucosa.

#### Trasplante de Hígado
El trasplante, hoy en día, sólo debe de considerarse en aquellos pacientes que no respondan a un tratamiento dietético adecuado o que hayan desarrollado adenomas malignos. Corrige la enfermedad tanto en el tipo Ia como en el Ib, sin embargo, en este último no corrige la neutropenia.
En las dos últimas décadas se ha producido un importante progreso en el tratamiento de pacientes con glucogenosis. La perfusión nasogástrica nocturna (o las tomas de maicena cruda) asociada a una ingesta de comidas frecuentes durante el día, se ha presentado como un tratamiento eficaz y beneficioso que contribuye a la prevención o regresión de los adenomas hepáticos.

#### Otras opciones
- Terapia enzimática: consiste en colocar la enzima que falta (G-6-Fosfatasa) en el hígado. El problema que se presenta es que resulta difícil hacerla llegar al lugar adecuado en la célula para que realice su función. La G6Pasa está asociada firmemente a la membrana del retículo endoplasmático (ER) y del núcleo.

- Terapia genética: consiste en preparar el gen en laboratorio y luego colocarlo en el lugar adecuado para la síntesis de la enzima G-6-fosfatasa. La dificultad en este caso consiste en conseguir que los genes utilizados se mantengan en un nivel terapéutico y por un tiempo prolongado y, por otra parte, prevenir la respuesta del sistema inmunitario para que permita transferir los genes.

La Dra. Chou ha presentado los resultados obtenidos en el protocolo de terapia genética sobre ratones. Los ratones tratados con un vector adenovirus no han sobrevivido después de 49 días de vida, sin embargo, un 25 % de los tratados con un vector del tipo AAV, han sobrevivido más allá de ese límite. Durante el tratamiento se ha observado una disminución de triglicéridos, ácido úrico y colesterol y una elevación de la glucosa. Esta terapia se presenta como una de las grandes esperanzas de cara a la futura curación de esta enfermedad.[cita requerida]

### Tipo Ib
El aspecto diferencial en el tipo Ib está en el tratamiento de las infecciones recidivantes. Las alteraciones de los neutrófilos son independientes del control metabólico, por eso es necesaria la adopción de otro tipo de medidas. 
La utilización de GM-CSF (factor recombinante humano estimulante de la colonia de granulocitos macrófagos) y G-CSF (factor estimulante de la colonia de granulócitos) ha proporcionado buenos resultados. La dosis utilizada de GM-CSF fue de 7 mg/kg de peso/día, y la de G-CSF de 3 mg/kg de peso/día, ambas por vía subcutánea.